# Irina Leonova
Irina Jurjevna Leonova (kazakiska: Ирина Юрьевна Леонова), född 3 februari 1961, är en kazakisk bågskytt. Hon deltog vid olympiska sommarspelen 1996.